# Nicola Kuhn
Nicola Kuhn (Innsbruck, 20 marzo 2000) è un tennista tedesco.

## Biografia

### Carriera tennistica
Kuhn cominciò a distinguersi a livello juniores raggiungendo la finale del Roland Garros ragazzi nel 2017 in cui venne sconfitto da Alexei Popyrin, ma aggiudicandosi il torneo di doppio insieme a Zsombor Piros.
Un mese prima aveva conquistato il suo primo torneo battendo il padrone di casa Attila Balázs nella finale del futures di Zamárdi. A luglio vince da qualificato il Braunschweig Open, sconfiggendo tra gli altri al secondo turno il numero 80 del mondo Carlos Berlocq, successo che gli valse un avanzamento di classifica di 255 posizioni.
Ad aprile 2018 entrò per la prima volta nelle prime 200 posizioni mondiali e col successo nel challenger di Siviglia dell'agosto 2019 raggiunge il suo best ranking al 174º posto.
Nel 2022 si qualifica per la prima volta ad torneo del Grande Slam superando le qualificazioni del torneo di Wimbledon battendo in successione Máté Valkusz, Cedrik-Marcel Stebe e Rinky Hijikata.

### Vita privata
Kuhn nasce ad Innsbruck da padre tedesco e madre russa, ma tre mesi dopo la sua nascita la famiglia si trasferisce a Torrevieja, in Spagna. A livello sportivo ha rappresentato la Germania a livello giovanile, prima di passare sotto la bandiera spagnola a fine 2015. Nell'ottobre 2021 decide di tornare a gareggiare per la Germania.

## Statistiche

### Tornei minori

#### Singolare

##### Vittorie (3)
| Legenda tornei minori |
| Challenger (2)        |
| Futures (1)           |

| N. | Data           | Torneo                          | Superficie  | Avversario in finale | Punteggio          |
| 1. | 12 maggio 2017 | Hungary F2, Zamárdi             | Terra rossa | Attila Balázs        | 6-4, 6-0           |
| 2. | 20 maggio 2018 | Braunschweig Open, Braunschweig | Terra rossa | Viktor Galović       | 2-6, 7-5, 4-2 rit. |
| 3. | 4 agosto 2019  | Open Castilla y León, Siviglia  | Cemento     | Pavel Kotov          | 6-2, 4-6(7-4)      |

##### Finali perse (2)
| Legenda tornei minori |
| Challenger (2)        |
| Futures (0)           |

| N. | Data             | Torneo                                  | Superficie     | Avversario in finale | Punteggio        |
| 1. | 11 febbraio 2018 | Hungarian Challenger Open, Budapest     | Cemento indoor | Vasek Pospisil       | 6(3)–7, 6-3, 3-6 |
| 2. | 4 novembre 2018  | Canberra Tennis International, Canberra | Cemento        | Jordan Thompson      | 1-6, 7-5, 4-6    |